# Chrysosoma argentinoides
Chrysosoma argentinoides är en tvåvingeart som beskrevs av Jennifer L. Hollis 1964. Chrysosoma argentinoides ingår i släktet Chrysosoma och familjen styltflugor. Inga underarter finns listade i Catalogue of Life.